# Ludwig Koch (maler)
Ludwig Koch (13. december 1866 - 26. november 1934) var en kunstmaler og illustrator, der i sin tid var særlig berømt for sine malerier af heste og situationer, hvori heste indgår. 
Ludwig Koch blev født i Wien i Kejserriget Østrig, og emigrerede på et tidspunkt i 1920'erne til USA, hvor han dog havde vanskeligt ved at gøre sig gældende som kunstner. 

## Literatur
- Heinrich Fuchs: Die österreichischen Maler des 19. Jahrhunderts. Selbstverlag Dr. Heinrich Fuchs, Wien, 1972
- Liselotte Popelka: Vom Hurra zum Leichenfeld. Gemälde aus der Kriegsbildersammlung 1914-1918. Wien, 1981

## Eksterne links
- Ludwig Koch på gravsted.dk
- Artikel om Ludwig Koch Arkiveret 11. marts 2007 hos  Wayback Machine i Time Magazine
- Litteratur af og om Ludwig Koch (maler) i det tyske nationalbiblioteks katalog

- Wikimedia Commons har flere filer relateret til Ludwig Koch (maler)